# Wenzhou

Wenzhou dins de Zhejiang, dins de la RPX.

Wenzhou (en xinès simplificat, 温州; en xinès tradicional, 溫州; antigament, Yongjia, 永嘉) és una ciutat-prefectura situada al sud-est de la província de Zhejiang, a la República Popular de la Xina. El territori sota la seva jurisdicció, que inclou dues ciutats satèl·lit i sis comtats. La prefectura limita a l'oest amb Lishui, al nord amb Taizhou, a l'est amb el mar de la Xina Oriental i al sud amb la província de Fujian.
Wenzhou va tenir un port molt important dedicat al comerç exterior, que encara es conserva actualment en molt bon estat. Situada en una regió molt muntanyosa, va restar aïllada de la resta del país durant la major part de la seva història, cosa que va propiciar la formació d'una cultura i una parla locals molt diferents de les de les regions veïnes. Wenzhou és coneguda arreu per ser l'origen de molts emigrants cap a Europa i els Estats Units, amb una gran reputació d'emprenedors en el camp del comerç, tant al detall com a l'engròs.

## Història
La història de Wenzhou es remunta al 2000 aC, quan era coneguda per la seva producció de ceràmica. Al segle ii aC era el regne de Dong'ou. Sota la Dinastia Tang, va canviar el seu antic nom de Yongjia per l'actual i fou promoguda a la categoria de prefectura l'any 675. Al llarg de tota la seva història, el paper que ha jugat l'economia tradicional de Wenzhou ha estat fer de port de sortida dels productes de l'interior muntanyós del sud de la província de Zhejiang. Des del 1876 Wenzhou va quedar obert a l'exportació de te, tot i que mai no s'hi va instal·lar cap establiment estranger per aprofitar aquesta obertura. Entre 1937 i 1942, durant la Segona Guerra Sinojaponesa, Wenzhou adquirí una certa importància com un dels pocs ports que romanien sota control xinès. Va decaure durant els darrers anys de la guerra, tot i que va començar a recuperar-se quan va quedar restablert el trànsit comercial al llarg de la costa de Zhejiang, el 1955.

## Parla
Els nadius de Wenzhou parlen xinès wu, que és la parla pròpia de les veïnes Hangzhou, Suzhou i Xangai. Tanmateix, l'aïllament geogràfic i la immigració de molts parlants de min nan des de la veïna província de Fujian, han causat que la parla local de Wenzhou hagi evolucionat cap a un dialecte força diferent, de transició cap a les llengües min. En conseqüència, els parlants de xinès d'arreu de la Xina, incloent els de les altres regions de Zhejiang i Fujian, tenen greus dificultats per entendre el dialecte local de Wenzhou, anomenat "wenzhouès" (en xinès, 温州话, wenzhouhua).

## Economia

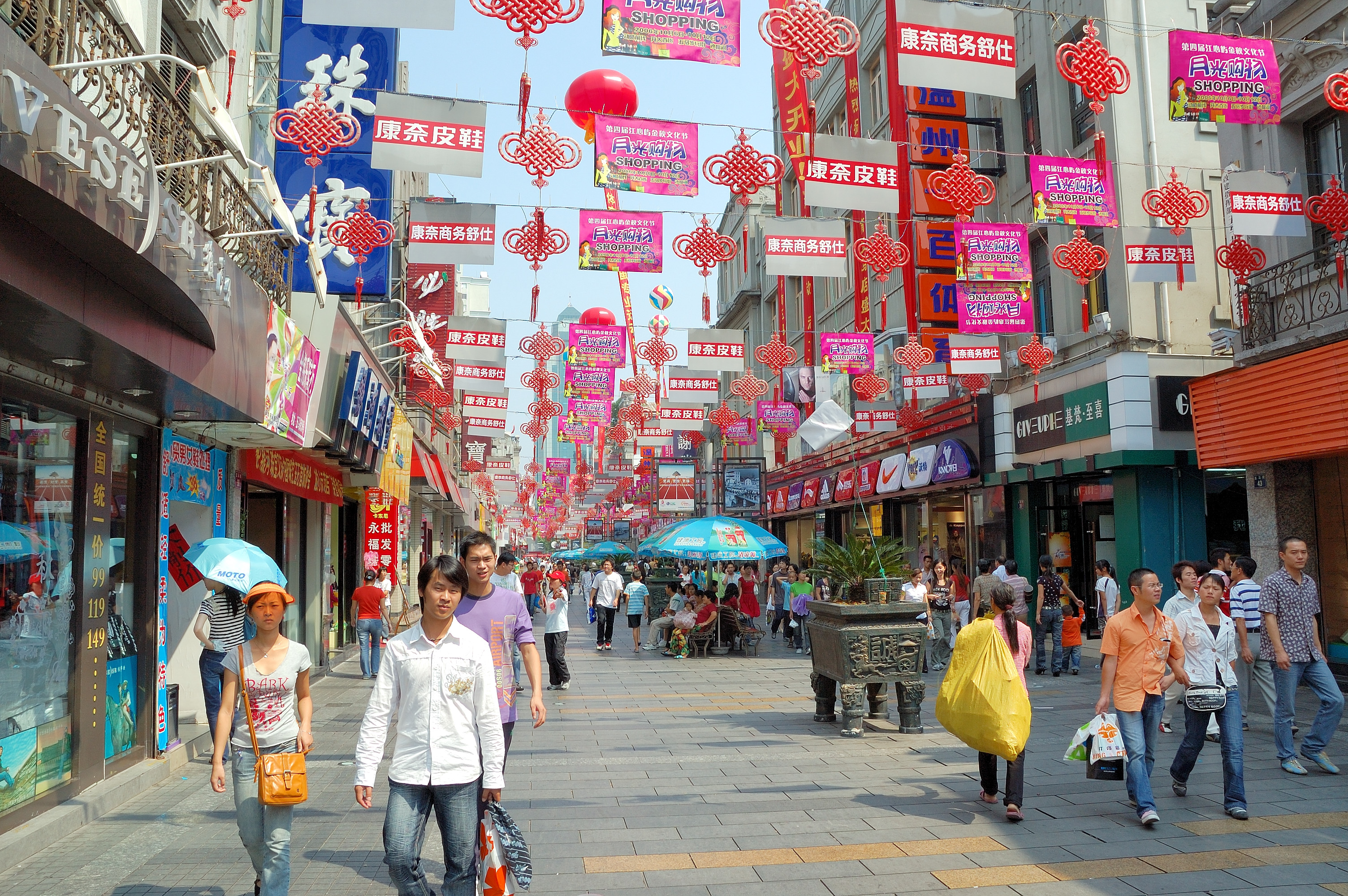
Un carrer comercial de Wenzhou.

Es considera que Wenzhou és el bressol de l'economia capitalista a la República Popular de la Xina. Els primers anys de la reforma de l'economia xinesa, el poble de Wenzhou va prendre la iniciativa en el desenvolupament de la seva indústria i comerç. Molts milers de persones es van embarcar en empreses familiars. Actualment, a Wenzhou hi ha un total de 240.000 treballadors autònoms, tant comercials com industrials, i 130.000 empreses privades (el 99% de les empreses locals, amb el 80% dels empleats), de les quals 180 són grans empreses, 4 situades entre les 500 més grans de la Xina i 36 entre les 500 empreses privades més grans de la Xina. La ciutat té els títols de “Capital xinesa del calçat” i “Capital xinesa de l'equipment elèctric”, entre altres fites. De fet, Wenzhou és el primer productor mundial del sector de l'enllumenat, amb més de 500 empreses. I existeixen molts camps en els quals els wenzhouesos han obert camí a l'economia privada. Per exemple, la companyia Junyao Airlines, creada el juliol de 1991, fou la primera, i encara és l'única companyia aèria de tota la República Popular de la Xina. Jinwen Rail Way també és la primera companyia de ferrocarril creada amb capital privat.
És per tot això que el desenvolupament de l'economia privada a Wenzhou ha creat l'anomenat “Model Econòmic Wenzhou”, que serveix d'inspiració a la modernització de tota la Xina.
Alguns efectes col·laterals d'aquesta empenta privatitzadora estan menant Wenzhou pel camí de l'occidentalització, com és l'expansió del cristianisme, que segons les fonts podria haver captat ja entre un 15 i un 30% de la població local, i la difusió del coneixement de la llengua anglesa, sovint afavorida des dels temples cristians.

## Entitats locals agermanades
- Comtat d'Union, Nova Jersey Estats Units
- Província de Prato, Itàlia
- Província d'Alacant, País Valencià, Espanya
- Ishinomaki, Prefectura de Miyagi, Japó
- Port-Gentil, Gabon
- Gießen, Hessen, Alemanya
- Ipoh, Malàisia